# Candy (canción de Rosalía)
«Candy» (estilizado en mayúsculas) es una canción de la cantante española Rosalía, siendo el tercer tema y cuarto sencillo de su tercer álbum de estudio Motomami, publicado el 18 de marzo de 2022 a través de la discográfica Columbia Records. 
Dos días antes del lanzamiento de «Candy» y Motomami, La respuesta fue inmediata con «Candy» debutando en el primer puesto de la listas de streaming de Spotify en España con 70M de reproducciones aproximadamente, obteniendo el sencillo el éxito simultáneo con la salida del álbum.
La canción debe su nombre al clásico del Reguetón «Candy», del dúo Plan B. el cual se publicó como sencillo principal del álbum Love & Sex el 14 de septiembre de 2013. Tras el lanzamiento de Motomami + (publicado el 9 de septiembre de 2022), Chencho Corleone de Plan B participa en el remix de esta misma canción.

## Composición
La propia Rosalía coescribió la canción con Pablo Díaz-Reixa y cuenta con la producción de Rosalía, el Guincho, Tainy, Frank Dukes y Goldstein.
Además, incorpora una melodía de la canción "Archangel" de Burial.

## Vídeo musical
El video musical fue estrenado en la cuenta de Vevo de Rosalía el 18 de marzo (fecha que coincide con el lanzamiento de Motomami) y está producido y dirigido por Stillz y filmado en Shibuya, un distrito de Tokio. El vídeo está protagonizado por la cantante y modelo estadounidense Alton Mason; la artista viste las creaciones del difunto diseñador estadounidense Virgil Abloh. El videoclip está inspirado en la película Lost in Translation.

## Posicionamiento en listas
| País     | Lista de Clasificación | Mejor Posición | Ref.    |
| Mundial  | Mundial                | Mundial        | Mundial |
| -------- | ---------------------- | -------------- | ------- |
| Mundo    | Billboard Global 200   | 75             | [ 2 ]   |
| Europa   |                        |                |         |
| España   | Promusicae Top 100     | 1              | [ 3 ]   |
| Suiza    | Schweizer Hitparade    | 83             | [ 4 ]   |
| Portugal | Listas de Portugal     | 60             | [ 5 ]   |